# Bolesław Mirgałowski

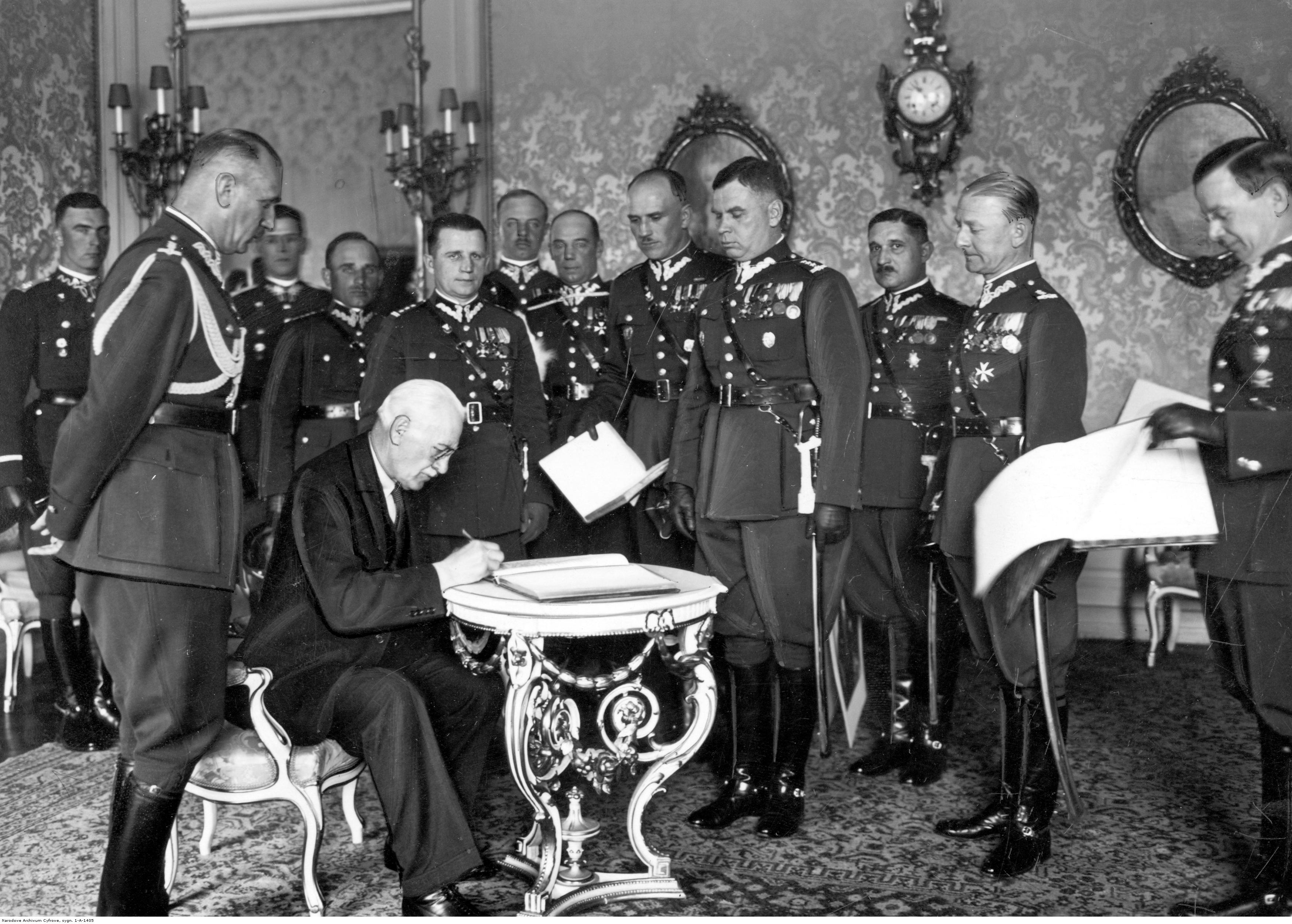
W składzie delegacji 15 Dywizji Piechoty u Prezydenta RP Ignacego Mościckiego w maju 1935 (stoi pierwszy z prawej)

Bolesław Mirgałowski (ur. 15 kwietnia 1889 w Rakowszczyźnie, zm. 20 marca 1983 w Krakowie) – pułkownik piechoty Wojska Polskiego, kawaler Orderu Virtuti Militari.

## Życiorys
Urodził się 15 kwietnia 1889 we wsi Rakowszczyzna, w ówczesnym powiecie sieńskim guberni mohylewskiej, w rodzinie Floriana i Marii z domu Bury. W 1909, po ukończeniu sześciu klas gimnazjum w Sewastopolu i wstąpił do Szkoły Wojskowej w Odessie.
W czasie I wojny światowej jako podporucznik walczył w szeregach Armii Imperium Rosyjskiego . Jego oddziałem macierzystym był 317 Dryski pułk piechoty (ros. 317-й пехотный Дрисский полк) należący do 80 Dywizji Piechoty . 17 grudnia 1914 został ranny .
27 grudnia 1918 wstąpił do Wojska Polskiego. W czasie wojny z bolszewikami walczył w szeregach 15 pułku piechoty „Wilków”, dowodząc II batalionem.
Po zakończeniu działań wojennych pozostał w wojsku jako oficer zawodowy i kontynuował służbę w macierzystym pułku, który stacjonował w Dęblinie. 3 maja 1922 został zweryfikowany w stopniu majora ze starszeństwem od 1 czerwca 1919 i 465. lokatą w korpusie oficerów piechoty. 10 lipca 1922 został zatwierdzony na stanowisku dowódcy II batalionu. Z dniem 3 października 1924 został przeniesiony do Korpusu Ochrony Pogranicza na stanowisko dowódcy 1 batalionu granicznego w Budsławiu, pozostając w ewidencji 15 pp. 23 stycznia 1928 prezydent RP nadał mu stopień podpułkownika z dniem 1 stycznia 1928 w korpusie oficerów piechoty i 40. lokatą. W listopadzie 1928 został przeniesiony z KOP do 75 pułku piechoty w Chorzowie na stanowisko zastępcy dowódcy pułku. W lutym 1932 został przeniesiony do 59 pułku piechoty w Inowrocławiu na stanowisko dowódcy pułku. Na pułkownika został awansowany ze starszeństwem z 1 stycznia 1936 i 5. lokatą w korpusie oficerów piechoty.
Na stanowisku dowódcy 59 pp pozostał do 1939 i dowodził nim w kampanii wrześniowej. 22 września w Puszczy Kampinoskiej został ranny i wzięty do niemieckiej niewoli. Przebywał w Oflagu VII A Murnau. 21 lipca 1945, po uwolnieniu z niewoli, przybył do 2 Korpusu Polskiego we Włoszech i został przydzielony do Rezerwy Oficerów 7 Dywizji Piechoty.
25 czerwca 1947 wrócił do kraju. W latach 1947–1956 był poddany kontroli operacyjnej przez funkcjonariuszy Wojewódzkiego Urzędu do spraw Bezpieczeństwa Publicznego w Krakowie. W Oddziałowym Archiwum Instytutu Pamięci Narodowej w Krakowie przechowywane są materiały sprawy ewidencyjno-obserwacyjnej o kryptonimie „Bolek”, dotyczące Bolesława Mirgałowskiego s. Floriana ur. 15 kwietnia 1889. 
Bolesław Mirgałowski zmarł 20 marca 1983 w Krakowie i został pochowany na cmentarzu Rakowickim. Był żonaty z Kazimierą z Krogulskich (1899–1981), z którą miał syna Zbigniewa ps. „Kamień” (1923–1995), strzelca w Oddziale Osłony Kwatery Głównej Okręgu Warszawskiego Armii Krajowej, i córkę Marię Danutę ps. „Mada” (1924–2016), sanitariuszkę Zgrupowania „Róg”, architekta, kapitana Wojska Polskiego.

## Ordery i odznaczenia
- Krzyż Srebrny Orderu Wojskowego Virtuti Militari – 28 lutego 1921[31][32]
- Krzyż Kawalerski Orderu Odrodzenia Polski – 11 listopada 1935 „za zasługi w służbie wojskowej”[33]
- Krzyż Walecznych trzykrotnie[34][35] (po raz drugi i trzeci[36])
- Srebrny Krzyż Zasługi – 29 października 1926 „za zasługi położone około zabezpieczenia granic Państwa”[37][38]
- Medal Pamiątkowy za Wojnę 1918–1921
- Medal Dziesięciolecia Odzyskanej Niepodległości
- Medal Zwycięstwa[39]
- Broń Świętego Jerzego – 7 lutego 1916[5] [40]
- Order Świętej Anny 3 stopnia z mieczami i kokardą – 2 października 1915[5]
- Order Świętego Stanisława 3 stopnia z mieczami i kokardą – 2 października 1915[5]
- Order Świętej Anny 4 stopnia z napisem „Za odwagę” – 21 września 1915[5]